# Jeroen Blijlevens
Jeroen Blijlevens (nascido o 29 de dezembro de 1971 em Rijen) foi um ciclista neerlandés, profissional entre os anos 1994 e 2004, durante os quais conseguiu 74 vitórias.
Blijlevens foi um bom sprinter que conseguiu vitórias de etapa na cada uma das Grandes Voltas, quatro no Tour de France, dois no Giro de Itália e cinco na Volta a Espanha.
O 24 de julho de 2013 seu nome apareceu no relatório publicado pelo senado francês como um dos trinta ciclistas que teriam dado positivo no Tour de France de 1998 com carácter retrospetivo, já que analisaram as mostras de urina daquele ano com os métodos antidoping actuais. Em consequência disso foi despedido a 26 de julho pela equipa Belkin, onde exercia como diretor desportivo. Desde então dedica-se a vender roupa ciclista de importação.

## Palmarés
| 1992 - 1 etapa do Teleflex Tour - Zuid Oost Drenthe Classic 1993 - 1 etapa do Tour do Porvenir - 1 etapa do Tour de Poitou-Charentes - Grande Prêmio Villa de Lillers - 1 etapa do Teleflex Tour - 1 etapa do Tour de Olympia 1994 - 1 etapa dos Quatro Dias de Dunquerque - 1 etapa do Tour do Porvenir - 1 etapa da Hofbrau Cup 1995 - 1 etapa do Tour de France - 1 etapa da Volta a Espanha - 2 etapas da Volta aos Países Baixos - 2 etapas da Volta a Múrcia - 1 etapa da Volta a Andaluzia - 1 etapa da Challenge de Mallorca - Delta Profronde - 1 etapa da Volta à Suécia 1996 - 1 etapa do Tour de France - 1 etapa da Volta a Espanha - 2 etapas dos Quatro Dias de Dunquerque - 1 etapa da Challenge de Mallorca - 5 etapas da Volta a Baviera 1997 - Veenendaal-Veenendaal - 1 etapa do Tour de France - 1 etapa dos Quatro Dias de Dunquerque - 1 etapa da Vuelta a Asturias - 1 etapa da Volta a Baviera - 1 etapa dos Três Dias da Panne - 1 etapa do Circuito de la Sarthe - 1 etapa do Rota do Sur | 1998 - 1 etapa do Tour de France - 2 etapas da Volta a Espanha - 2 etapas da Volta aos Países Baixos - 1 etapa da Volta a Múrcia - 1 etapa da Semana Catalã - 1 etapa da Bicicleta Basca - Acht van Chaam - 3 etapas da Volta a Suécia 1999 - 2 etapas do Giro de Itália - 1 etapa da Volta a Espanha - 2 etapas da Volta aos Países Baixos - 1 etapa do Tour de Romandia - 1 etapa da Volta a Galiza - 1 etapa da Challenge de Mallorca - 1 etapa da Volta a Castela e Leão - 1 etapa do Tour de Luxemburgo - G.P. de Denain - Nokere Koerse - Scheldeprijs Vlaanderen - Dwars door Gendringen 2000 - 1 etapa dos Três dias da Panne |

## Resultados em Grandes Voltas e Campeonatos do Mundo
Durante a sua carreira desportiva conseguiu os seguintes postos nas Grandes Voltas e nos Campeonatos do Mundo em estrada:
| Corrida            | 1994 | 1995 | 1996 | 1997 | 1998 | 1999 | 2000 | 2001 | 2002 | 2003 | 2004 |
| ------------------ | ---- | ---- | ---- | ---- | ---- | ---- | ---- | ---- | ---- | ---- | ---- |
| Giro de Itália     | -    | -    | -    | -    | Ab.  | Ab.  | 98º  | 99º  | -    | -    | -    |
| Tour de França     | -    | Ab.  | 128º | 126º | Ab.  | -    | Ab.  | Ab.  | -    | -    | -    |
| Volta a Espanha    | -    | Ab.  | 100º | -    | Ab.  | 114º | -    | -    | Ab.  | -    | -    |
| Mundial em Estrada | -    | -    | -    | -    | -    | -    | -    | -    | -    | -    | -    |

-: não participa 
Ab.: abandono

## Equipas
- TVM (1994-1999)
- Team Polti (2000)
- Lotto Addeco (2001)
- Domo-Farm Frites (2002)
- Bankgiroloterij (2003-2004)